# Font del Clot (Tercui)
La Font del Clot és una font del terme municipal de Tremp, del Pallars Jussà, a l'antic terme de Sapeira, en territori de l'antic poble de Tercui.
Està situada a 753 m d'altitud, al nord de Casa Fumàs, a l'esquerra del barranc dels Masets, al vessant nord-occidental de la carena per on passava el límit entre els antics termes, actualment tots dos integrats en el de Tremp, de Sapeira i de Fígols de Tremp, en aquest lloc anomenat Serrat dels Trencs. És a llevant, i bastant distanciada, del poble més proper, el de Tercui.